# Hirtzbach

Hirtzbach este o comună în departamentul Haut-Rhin din estul Franței. În 2009 avea o populație de 1.276 de locuitori.

## Evoluția populației
| An        | 1975  | 1982  | 1990  | 1999  | 2006  | 2009  |
| --------- | ----- | ----- | ----- | ----- | ----- | ----- |
| Populație | 1.106 | 1.128 | 1.143 | 1.183 | 1.249 | 1.276 |